# Mont Bloomfield
Pour les articles homonymes, voir Bloomfield.
Le mont Bloomfield est une montagne de Palawan (Philippines) culminant à 787 mètres.